# Ориндж (Виргиния)
Ориндж (англ. Orange) — город и административный центр одноимённого округа в штате Виргиния в Соединённых Штатах Америки.
По данным переписи 2020 года, население города составляло 4 тысяч 880 человек.

## История
В доколумбову эпоху эта область Пьемонта была занята народами, говорящими на языках сиу. Племена, проживающие в прибрежных районах, в основном говорили на алгонкинских языках.
Первое поселение европейцев было известно как Ориндж-Корт-Хаус вплоть до конца XIX века. Первое почтовое отделение США было построено в городе в 1796 году. С 1801 по 1804 год старое здание окружного суда было заменено новым, с офисом клерка и, позднее, с новой тюрьмой.
Ориндж был стратегически важным местом во время Гражданской войны в США. К северу от города река Рапидан фактически была северной границей Конфедерации с марта 1862 по май 1864 года. Соответственно, эта область стала свидетелем бесчисленных перемещений войск, патрулей, стычек и лагерей. Кроме того, город Ориндж служил штаб-квартирой генерала Роберта Эдварда Ли, который часто молился в епископальной церкви Св. Фомы. Эта церковь также имеет значение, поскольку она служила госпиталем для раненых конфедератов после битвы при Чанселорсвилле и битвы в Глуши. Ли много раз проходил мимо этой церкви во время своего пребывания в Ориндже. Морт Кюнстлер, американский художник, писавший на американские исторические сюжеты, увековечил эту сцену в своей картине «Солдат веры».
В 1890 году город официально изменил своё название на нынешний Ориндж.

## География
Город Ориндж находится в 28 милях (45 км) к северо-востоку от Шарлоттсвилля, в 88 милях (142 км) к юго-западу от Вашингтона, округ Колумбия, и в 4 милях (6 км) к востоку от плантации Монпелье отца-основателя США и четвертого президента США Джеймса Мэдисона.
По данным Бюро переписи населения США, общая площадь города составляет 3,32 квадратных мили (8,60 км2), из которых 3,31 квадратных мили (8,56 км2) приходится на сушу, а 0,02 квадратных мили (0,04 км2 или 0,49%) — на воду.